# Aegerina mesostenos
Aegerina mesostenos is een vlinder uit de familie wespvlinders (Sesiidae), onderfamilie Sesiinae.
Aegerina mesostenos is voor het eerst wetenschappelijk beschreven door Zukowsky in 1936. De soort komt voor in het Neotropisch gebied.